# Styringomyia spinicaudata
Styringomyia spinicaudata là một loài ruồi trong họ Limoniidae. Chúng phân bố ở miền Australasia.